# Ібраімов Тімур Джевадович
Ібраімов Тімур Джевадович — актор театру та кіно кримськотатарського походження. Народився у Санкт-Петербурзі 5 листопада 1957 року. З 1962 року мешкає у Києві.

## Освіта
Закінчив Київський державний інститут театрального мистецтва ім. І. К. Карпенко-Карого, за фахом «Актор драматичного театру і кіно», курс Миколи Рушковського.
Майстерності актора навчався у період 1979—1983 рр.  у Миколи Рушковського, Сергія Філімонова, Миколи Соколова (учень Всеволода Мейєрхольда).

## Громадська позиція
Створив один з перших в країні громадський сайт — Громадський сайт Солом'янського району www.solomenka.org
Активний учасник громадянської ініціативи «Збережи старий Київ», діяльність якої зупинила забудову Пейзажної алеї та охоронної зони Софії Київської, а, в кінцевому результаті, призвела до можливості повернення у власність киян Гостинного двору, книгарні «Сяйво» та інших знакових об'єктів.
Неодноразово проводив і брав безпосередню участь в акціях на захист прав і свобод киян.
Організував «Марш безпартійних», який виявився ефективним способом залучення уваги керівництва країни до проблем Києва.
Під час Революції Гідності 2013—2014 рр., надавав медичну допомогу як волонтер і знімав репортажі Спільнобачення (www.spilno.tv) Був поранений.

## Творчість
Автор п'єси «Евакуація», яка в1994 році отримала приз на міжнародному фестивалі драматургії, як найактуальніша комедія.
Читав лекцію «Що робити, якщо хочеться зніматися в кіно»? На платформі «Освітня асамблея».
За останні роки знявся в наступних фільмах і серіалах:
2018 Телесеріал «Схід-захід». Роль — Волкан;
2015—2021 Телесеріал «Реальна містика». Роль — Психолог Тимур;
2017—2018 Телесеріал «Речдок». Роль — Слідчий Степаненко; Решетило;
2016 Телесеріал «Співачка». Роль — Малицький, нотаріус;
2016 Художній фільм «8 кращих побачень», Роль — Ігор Сергійович Карпов, лікар-онколог;
2016 Телесеріал «Провідниця». Роль — Ігор;
2016 Телесеріал «Майор і Магія». Роль — Реквізитор;
2015 Телесеріал «Містичні історії», Роль — Сергєєв, режисер;
2014 Телесеріал «Лабораторія любові». Роль — Кузьма;
2014 Телесеріал «Гордіїв вузол». Роль — Кирило Юрійович;
2013 Телесеріал «Брат за брата» 3. Роль — Галеев;
2013 Телесеріал «Як гартувався стайл». 1 і 2 сезони. Роль — Віцер;
2013 Телесеріал «Чеське століття». Роль — Підгорний;
2012 Телесеріал «Телефон довіри». Роль — психолог Фомічов;
2011 Телесеріал «Нереальні предки». Роль — батько сімейства.
Одночасно з цим в театрі КХАТ грав в спектаклях «Єврейський годинник» і «Собака на сіні».
З 1976 року працював в Національному академічному театрі російської драми ім. Лесі Українки на різних посадах і одночасно з цим брав участь в спектаклях театру як актор.
Починаючи з 1987 року був одним з організаторів театрально-студійного руху в Україні, брав безпосередню участь у створенні ряду театральних колективів Києва, таких як «Експериментальний театр студія», театр «Колесо» та інших. Наприкінці вісімдесятих років створив один з перших продюсерських центрів, ТНПЦ «Арс», спектаклі якого багаторазово ставали лауреатами міжнародних театральних фестивалів.
На початку дев'яностих років виступив співорганізатором театральної премії «Київська пектораль».